# Vantage Records
Vantage Records is een Amerikaans platenlabel, dat jazz uitbracht, vooral West Coast Jazz. Het in Californië gevestigde label was actief in de jaren vijftig van de 20ste eeuw, in de jaren 90 en het begin van de 21ste eeuw werden verschillende platen op cd (her)uitgebracht in Japan. Artiesten wier muziek op Vantage uitkwamen waren onder meer Zoot Sims en Ben Webster (begegeleid door een trio van Kenny Drew), Bud Lavin, Don Byas, Frank Rosolino, Stuff Smith, Charlie Parker, Art Pepper en Pinky Winters.